# Google Docs
Google Docs é um pacote de aplicativos do Google baseado em AJAX. As ferramentas do Google Docs funcionam de forma síncrona e assíncrona, portanto, on-line para acessar dados em nuvens e off-line através de aplicativos de extensão instaladas diretamente do Google, onde há bancos de dados criados por essa extensão para posterior sincronização através de upload instantâneo ao acessá-los online, diretamente no browser de desktops ou aplicativos de dispositivos móveis do Android e Mec. Os aplicativos são compatíveis com o Apache OpenOffice, LibreOffice e Microsoft Office, e atualmente compõe-se de um processador de texto, um editor de apresentações, um editor de planilhas e um editor de formulários.
Originalmente, o processador de texto foi desenvolvido a parte, sob o nome Writely, e comprado pelo Google meses depois. Alguns dos recursos mais peculiares são a portabilidade de documentos, que permite a edição do mesmo documento por mais de um usuário e o recurso de publicação direta em blog. Os aplicativos permitem a compilação em PDF.
Ele permite aos usuários criar e editar documentos online ao mesmo tempo colaborando em tempo real com outros usuários. Google Docs combina as características de Writely e Spreadsheets com um programa de apresentação incorporando tecnologia projetada por Sistemas Tonic. Armazenamento de dados de arquivos de até 1 GB no total de tamanho foi introduzido em 13 de janeiro de 2011, os documentos criados no Google Docs não contam para este contingente.

## Formatos de arquivo
O Google Docs suporta inúmeros formatos de arquivo:
- Microsoft Word (.DOC e .DOCX)
- Microsoft Excel (.XLS e .XLSX)
- Microsoft PowerPoint (.PPT e .PPTX)
- OpenDocument Format (.ODT e .ODS)
- Adobe Portable Document Format (.PDF)
- Páginas Apple (.PAGES)
- Adobe Illustrator (.AI)
- Adobe Photoshop (.PSD)
- Tagged Image File Format (.TIFF)
- Autodesk AutoCad (.DXF)
- Scalable Vector Graphics (.SVG)
- PostScript (.EPS e .PS)
- TrueType (.TTF)
- XML Paper Specification (.XPS)
- Tipos de arquivo (.ZIP e .RAR)
- Arquivos de imagem (.JPG, .JPEG, .BMP, .PNG e .GIF)

## Dados de segurança e privacidade
Questões de segurança de dados e de interesses nacionais normalmente significam que o armazenamento on-line destes documentos e seu processamento pode ser inadequado ao se considerar que os mesmos sejam feitos por governos ou organizações comerciais. Especialmente para onde os dados sensíveis ou confidenciais estão sendo armazenados, editados ou partilhados, etc, sobre sistemas e infra-estrutura que são terceirizados e compartilhados com muitas outras organizações, os indivíduos, os usuários.
Em 10 de Março de 2009, o Google informou, por exemplo, que um bug no Google Docs havia autorizado o acesso acidental a alguns documentos particulares. Acreditava-se que 0,05% de todos os documentos armazenados através do serviço foram afetados pelo bug. O Google posteriormente afirmou que o bug foi corrigido.